# پاشینکا
پاشینکا (به چکی: Pašinka) یک منطقهٔ مسکونی در جمهوری چک است که در ناحیه کولین واقع شده‌است.